# New Monday Night War
Nel marzo 2010, la federazione di wrestling Total Nonstop Action Wrestling spostò il suo programma televisivo settimanale, Impact!, dalla messa in onda il giovedì alla messa in onda del lunedì sera. In tal modo, la TNA posizionò Impact! in diretta concorrenza con il programma di punta della World Wrestling Entertainment Raw. Ciò portò a paragoni con la Monday Night War, in cui il defunto programma della federazione di wrestling World Championship Wrestling Nitro si scontrava con Raw in una battaglia per ottenere l'audience più alta nel lunedì sera ogni settimana dal 1995 al 2001; questo ha portato la mossa di Impact! a essere talvolta chiamata New Monday Night War.

## Storia
Il 27 ottobre 2009 al Madison Square Garden, arena tradizionalmente legata alla WWE, Hulk Hogan annunciò in una conferenza stampa che lui e Eric Bischoff avevano firmato un contratto con la Total Nonstop Action Wrestling. I due si riunirono così con l'ex writer WWF e WCW Vince Russo, con cui erano in cattivi rapporti, tuttavia Hogan e Bischoff dichiararono che Russo non sarebbe stato licenziato e che i tre avrebbero provato a lavorare insieme. Il 5 dicembre 2009 Hogan annunciò che Impact!, programma tradizionalmente in onda di giovedì, sarebbe andato in onda il 4 gennaio 2010 di lunedì sera, tradizionalmente orario di messa in onda di Raw, con una puntata in diretta di tre ore. Sarebbe stata così la prima volta dal marzo 2001 che due federazioni di wrestling si sarebbero sfidate in una guerra di ascolti nel lunedì sera. Fu poi annunciato anche il debutto di Hogan per la stessa serata. La WWE rispose con l'annuncio del ritorno di Bret Hart, che non era apparso in nessuno evento della compagnia dalla controversia di Montréal del 1997.

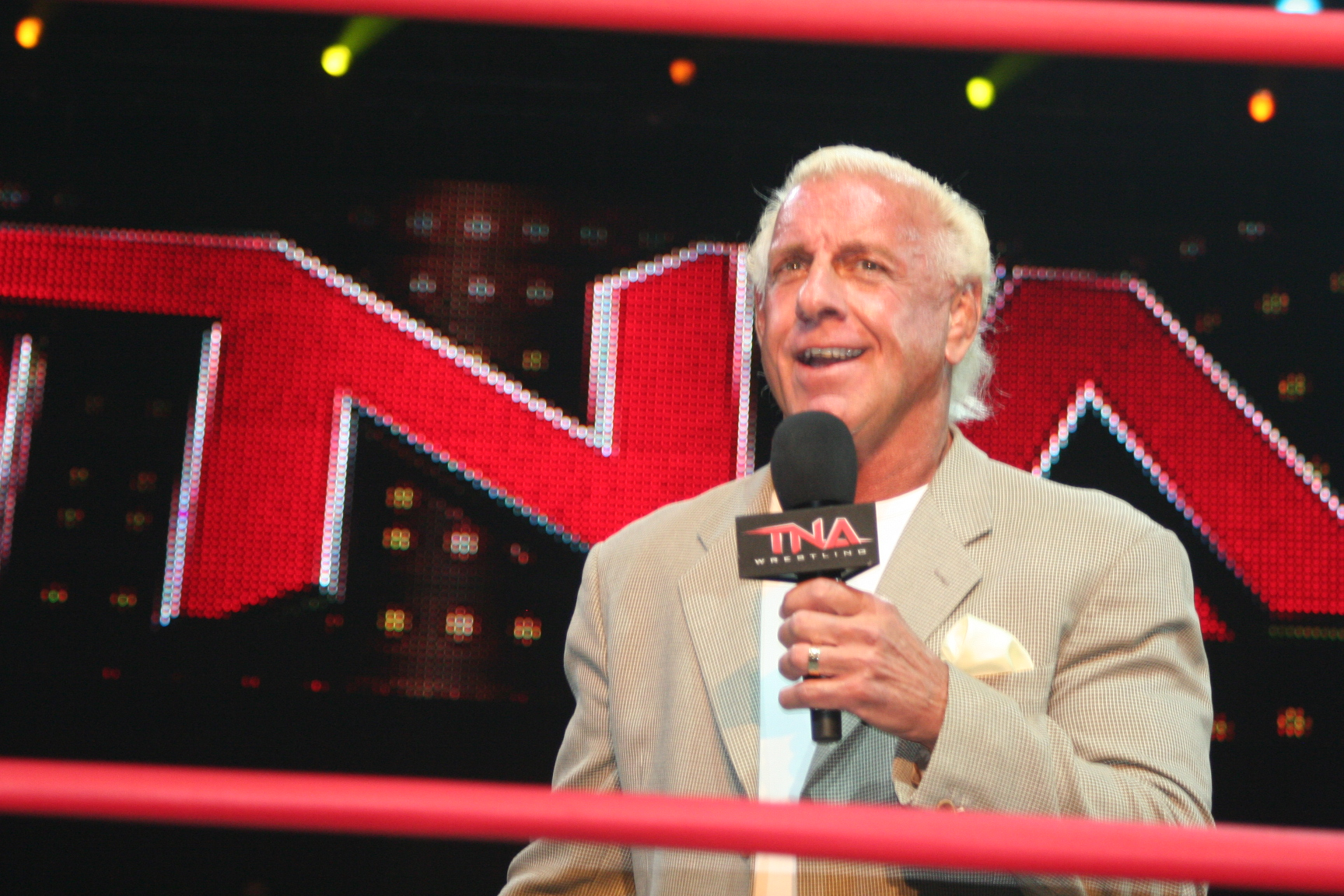
Ric Flair con il logo della Total Nonstop Action Wrestlng sullo sfondo durante una puntata di Impact!

L'Impact! del lunedì sera vide i debutti e i ritorni fra gli altri di Jeff Hardy, Jeff Jarrett, Orlando Jordan, Scott Hall, Sean Morley, Sean Waltman, Shannon Moore, Sting e Ric Flair, oltre al preannunciato Hogan e dello stesso Bischoff. Raw invece mise in scena l'incontro faccia a faccia fra i protagonisti della controversia di Montréal, ovvero Bret Hart, Shawn Michaels e Vince McMahon, insieme per la prima volta sullo stesso ring in dodici anni. Gli ascolti mostrarono il dominio di Raw con circa 5,6 milioni di ascoltatori contro i 2,2 milioni di Impact!, che ciò nonostante superò il precedente primato di ascoltatori (1.97 milioni).
Dall'8 marzo 2010 Impact! si sarebbe spostato definitivamente di lunedì sera per sfidare Raw. Bischoff sarebbe tornato così a competere contro la WWE di McMahon, dichiarando tra l'altro in un'intervista che la storia si stava ripetendo. In effetti la nuova guerra del lunedì sera iniziò allo stesso modo dell'originale, con la TNA che aveva assunto gli stessi ex atleti della WWE che la WCW aveva arruolato nel 1996, ricreando la storia degli Outsiders, passata dalla WWF alla WCW e guidati da Hogan e lo stesso Bischoff. Questi dichiarò poi che la TNA non aveva l'obiettivo di sconfiggere la WWE in termini di ascolti, ma quello di guadagnare una significativa fetta di pubblico, aumentando così il numero di fan della TNA.
L'8 marzo 2010 Raw batté Impact! col punteggio di 3.4. (ossia circa 5.1 milioni di ascoltatori) mentre Impact! totalizzò uno 0.98 con circa 1.4 milioni di ascoltatori. Gli ascolti di Impact! continuarono a diminuire e dal 5 aprile 2010 iniziò a essere trasmesso un'ora prima di Raw, il che portò a un miglioramento degli ascolti. Tuttavia la nuova guerra degli ascolti durò molto poco in quanto Impact! ricominciò a esser trasmesso di giovedì sera dal 13 maggio 2010.